# Ovogonio
L'ovogonio, o oogonio, è una cellula germinale: è il gametogonio femminile, il cui corrispondente maschile si chiama spermatogonio. Si tratta dell'elemento alla base dell'ovogenesi, in quanto si differenzia in ovociti primari che intraprendono il processo meiotico. L'ovogenesi comincia già attorno al quinto mese di vita embrionale ed è molto più precoce rispetto alla spermatogenesi maschile, che si verifica per la prima volta in pubertà. In virtù di questo fatto, gli ovogoni non sono cellule osservabili nell'individuo post-nascita, ma appartengono esclusivamente alla vita embrionale e le loro descrizioni si basano sulle ovaie estratte da individui abortiti.
L'ovogonio è il discendente immediato delle cellule germinali primordiali (PGC) ed è il progenitore degli ovociti primari e secondari, nonché dei globuli polari. Si forma nel momento in cui le PGC invadono gli abbozzi ovarici dell'intestino primitivo dell'embrione femminile. Questo fatto avvia immediatamente una fase mitotica o proliferativa in cui gli ovogoni aumentano enormemente in numero, fino al quinto mese di vita embrio-fetale, quando questo processo si interrompe bruscamente. A questo punto gli ovogoni intraprendono l'ovocitogenesi, diventando ovociti primari, che entrano in meiosi, bloccandosi puntualmente in diplotene.
Da qui in avanti le cellule germinali femminili non hanno più la possibilità di proliferare (se non mutate e neoplastiche) e la scorta di queste durerà fino alla menopausa, l'esaurimento delle cellule germinali da parte della donna, la cui lontananza nel tempo dipende in prima istanza proprio dal numero di ovogoni di partenza. Le ricerche nella donna adulta di cellule staminali ovogonali, o germinali staminali femminili, teoricamente inesistenti, è comunque avviata, seppure agli albori, per le importanti ricadute terapeutiche che potrebbe avere nella cura della sterilità femminile.

## Citologia
Gli ovogoni sono perfettamente identificabili nell'ambito dell'ovaia embrionale per via delle dimensioni maggiori rispetto alle cellule circostanti, che danno inizio al processo di follicologenesi. Le loro caratteristiche tendono ad assomigliarsi in tutte le specie in cui sono stati descritti.
Gli ovogoni sono spesso e volentieri osservati in mitosi e ricompongono sempre il nucleo in telofase, al che si riformano i nucleoli con uno dalle dimensioni nettamente maggiori rispetto agli altri. Ogni nucleo è grande, con la cromatina estesa se non è compattata per la distribuzione mitotica. Una notevole caratteristica citologica riguardante il ciclo cellulare degli ovogoni è la presenza del centrosoma, che scompare o viene inattivato negli ultimi esemplari della linea germinale femminile (è lo spermatozoo a fornirlo allo zigote).
Il citoplasma tende a essere diverso a seconda della specie analizzata. Normalmente è scarso, ma ad alta concentrazione di organelli, specialmente mitocondri evidenti e allungati, per quanto meno di quelli delle PGC, e raggruppati in corpi densi. In queste zone si addensano anche i complessi del Golgi e il reticolo endoplasmatico, liscio ma soprattutto rugoso, con la presenza di ribosomi liberi. Sono presenti svariate vescicole.